# Raipur
Raipur (Hindi: रायपुर, Rāypur) ist die Hauptstadt des indischen Bundesstaates Chhattisgarh im nordöstlichen Dekkan.
Sie hat etwa eine Million Einwohner. Die Wirtschaft wird von der Holz- und Lebensmittelindustrie bestimmt.
Das Flüsschen Kharun fließt westlich an Raipur vorbei.
Die Stadt soll von einem Kalachuri-König Ratanpurs, Ram Chandra oder seinem Sohn Brahma Deo im letzten Viertel des 14. Jh. gegründet worden sein.

## Demografie
Die Einwohnerzahl der Stadt steigt rasch; bei der Volkszählung von 2011 lag sie bei 1.010.433, im Jahr 2019 bei 1,9 Millionen. Raipur hat ein Geschlechterverhältnis von 948 Frauen pro 1000 Männer und damit einen für Indien üblichen Männerüberschuss. Die Alphabetisierungsrate lag bei 85,95 % im Jahr 2011. Knapp 87,6 % der Bevölkerung sind Hindus, ca. 7,1 % sind Muslime, ca. 1,5 % sind Christen, je ca. 1,4 %  Sikhs und Jainas, ca. 0,7 % sind Buddhisten und ca. 0,2 % gehören einer anderen oder keiner Religion an. 12,7 % der Bevölkerung sind Kinder unter 6 Jahren. 39,58 % leben in Slums oder Elendsvierteln.
| Zensusjahr | Einwohnerzahl |
| ---------- | ------------- |
| 1991       | 438.639       |
| 2001       | 670.042       |
| 2011       | 1.027.264     |
| 2014       | 1,2 Mio.      |
| 2015       | 1,34 Mio.     |
| 2016       | 1,45 Mio.     |
| 2017       | 1,63 Mio.     |
| 2018       | 1,76 Mio.     |

## Klima
Das Klima in Raipur ist tropisch. Die durchschnittliche jährliche Niederschlagsmenge liegt bei 1276 mm.
Die mittlere Jahrestemperatur beträgt 26,8 °C.

## Persönlichkeiten
- Rini Tandon (* 1956), Künstlerin